# Danh sách câu lạc bộ bóng đá ở Vanuatu
Đây là danh sách các câu lạc bộ bóng đá ở Vanuatu.
- Amicale F.C.
- Erakor Golden Star
- Ifira Black Bird F.C.
- Pango Green Bird F.C.
- Spirit 08 FC
- Tafea F.C.
- Tupuji Imere F.C.
- Westtan Verts F.C.
- Yatel F.C.